# Nicholas (Schiff, 1984)
Die USS Nicholas (FFG-47) ist eine Fregatte der United States Navy und gehört der Oliver-Hazard-Perry-Klasse an. Sie wurde nach Samuel Nicholas benannt, dem ersten Commandant of the Marine Corps.

## Geschichte
FFG-47 wurde 1980 in Auftrag gegeben und im September 1982 bei Bath Iron Works auf Kiel gelegt. Im April 1983 lief die Fregatte vom Stapel und wurde getauft. Taufpatin war Elizabeth Tryon, eine Nachfahrin Nicholas’, die 1942 schon die Nicholas getauft hatte. Im März 1984 wurde die Fregatte als Nicholas in Dienst gestellt.
1988 nahm die Fregatte an der Operation Earnest Will teil und eskortierte Tanker durch die Straße von Hormus. Auch zwei Jahre später, während des Golfkrieges, war die Fregatte wieder im Persischen Golf. Dort beschützte sie unter anderem die Schlachtschiffe Missouri und Wisconsin während Küstenbeschießungen. 1993 fuhr die Nicholas im Mittelmeer, 1995 nahm sie an Operation Sharp Guard teil.
2003 besuchte die Fregatte St. Petersburg und, als erstes US-Kriegsschiff überhaupt, Neum in Bosnien und Herzegowina. Im Anschluss nahm sie an einer Proliferation Security Exercise im Mittelmeer teil. 2005 und 2006 folgten Fahrten an der Seite von Saipan beziehungsweise Enterprise. 2010 fuhr die Nicholas zur Abwehr von Piraterie vor den Küsten Somalias und Kenias. Am 30. März erfuhr die Fregatte von vermuteten Piratenschiffen in ihrer Region. Sie fing diese ab und konnte, nachdem sie von den Piraten beschossen worden war, die dreiköpfige Besatzung durch Maschinengewehrfeuer zur Aufgabe zwingen. Das Schiff wurde versenkt. Danach wurde auch das Mutterschiff aufgebracht, auf dem zwei weitere Personen festgenommen werden konnten.
Die USS Nicholas wurde während ihrer über dreißigjährigen Dienstzeit mit einer Reihe von Einsatzmedaillen ausgezeichnet: Combat Action Ribbon, mit der Southwest Asia Service Medal (mit drei Bronze Stars), Armed Forces Expeditionary Medal, der NATO Medal, Kuwait Liberation Medal, Armed Forces Service Medal, Sea Service Ribbon (mit sieben Bronze Stars), Meritorious Unit Commendation, eine Coast Guard Meritorious Unit Commendation  und sechs Battle Efficiency „E“ Awards als Top Schiff in ihrem Squadron.